# Sant Feliu de Codines
Sant Feliu de Codines è un comune catalano di 4 530 abitanti, situato nella Catalogna.